# Уиндзър (Колорадо)
Вижте пояснителната страница за други значения на Уиндзър.
Уиндзър (на английски: Windsor) е град в окръг Ларимър, щата Колорадо, САЩ. Уиндзър е с население от 9896 жители (2000) и обща площ от 38,7 km². Намира се на 1462 m надморска височина. ЗИП кодът му е 80528, 80550-80551, а телефонният му код е 970.